# Morten Ivarsen
Morten Ivarsen, född den 19 november 1966 i Bergen, Norge, är en norsk kanotist.
Han tog bland annat VM-guld i K-4 10000 meter i samband med sprintvärldsmästerskapen i kanotsport 1987 i Duisburg.